# Tărăn
Tărăn (bulgariska: Търън) är ett distrikt i Bulgarien.   Det ligger i kommunen Obsjtina Smoljan och regionen Smoljan, i den södra delen av landet, 180 km sydost om huvudstaden Sofia.
I omgivningarna runt Tărăn växer i huvudsak blandskog. Runt Tărăn är det ganska tätbefolkat, med 60 invånare per kvadratkilometer.